# Argyrotome mexicaria
Argyrotome mexicaria är en fjärilsart som beskrevs av William Schaus 1901. Argyrotome mexicaria ingår i släktet Argyrotome och familjen mätare. Inga underarter finns listade i Catalogue of Life.